# Mario Formenton (calciatore)
Mario Formenton (Mira, 4 marzo 1914 – ...) è stato un calciatore italiano, di ruolo attaccante.

## Caratteristiche tecniche
Giocava come mezzala o ala.

## Carriera

### Club
Nativo della provincia di Venezia, debuttò con la maglia del Venezia (che allora portava la denominazione Società Sportiva Serenissima) nel corso della Serie B 1933-1934: in tale stagione mise insieme 3 presenze. Il successivo campionato di B lo vide stabilmente nell'elenco dei titolari: in 24 partite segnò 2 gol. Rimase con la formazione lagunare anche dopo la retrocessione in C, e mantenne il suo posto nell'undici iniziale: 22 presenze e 7 gol. Ottenuta la promozione, giocò altri tre tornei in B, trovando sempre meno spazio (tuttavia, nel 1937-1938 realizzò 5 gol in 7 gare). Nel campionato 1939-1940 debuttò in Serie A: scese in campo per la prima e unica volta in massima serie il 10 dicembre 1939 contro il Novara. Nel corso di 7 stagioni con il Venezia ha assommato 74 presenze, così ripartite: 1 in Serie A; 51 in Serie B; 22 in Serie C.